# ISO 3166-2:VG
Die zur Kennzeichnung geografischer Einheiten dienende Liste der ISO 3166-2-Codes für die Britische Jungferninseln enthält ausschließlich den Code für die Britische Jungferninseln. Es existieren keine weiteren Unterteilungen.

Dieser Code besteht nur aus einem Teil. Dieser gibt den Code gemäß ISO 3166-1 (für die Britische Jungferninseln VG) wieder.
Die aktuellen Codes stehen auf der Seite der ISO unter #iso:code:3166:VG zur Verfügung.